# Потеплино
Потеплино — деревня в Куньинском районе Псковской области России. Входит в состав Куньинской волости.

## География
Расположена на берегу реки Усвяча (в 3 км севернее от озера Ордосно), в 39 км к югу от райцентра Кунья и в 9 км к юго-западу от бывшего волостного центра, деревни Слепнёво.

## Население
| 2001 | 2002 | 2010 |
| ---- | ---- | ---- |
| 73   | ↗77  | ↘54  |

Численность населения деревни по оценке на начало 2001 года составляла 73 жителя.

## История
С января 1995 до декабря 2005 года деревня входила в состав Морозовской волости (с центром в деревне Слепнёво), с января 2006 до апреля 2015 года — в состав также ныне упразднённой Слепнёвской волости.